# جون إتش ميرفي سينيور
جون إتش ميرفي سينيور (بالإنجليزية: John H. Murphy, Sr.)‏ هو كاتب أمريكي، ولد في 25 ديسمبر 1841 في بالتيمور في الولايات المتحدة، وتوفي في 5 أبريل 1922.